# HD 120690
HD 120690，又名CD-2311329，SAO 182026、HR 5209，是一颗恒星，视星等为6.45，位于銀經319.96，銀緯36.49，其B1900.0坐标为赤經13h 45m 49.8s，赤緯-23° 36.49′ 13″。